# Sawe (beek)
De Sawe is een beek in de Belgische provincie Luik die ten noorden van Solwaster zich voegt bij de Statte.